# مژک

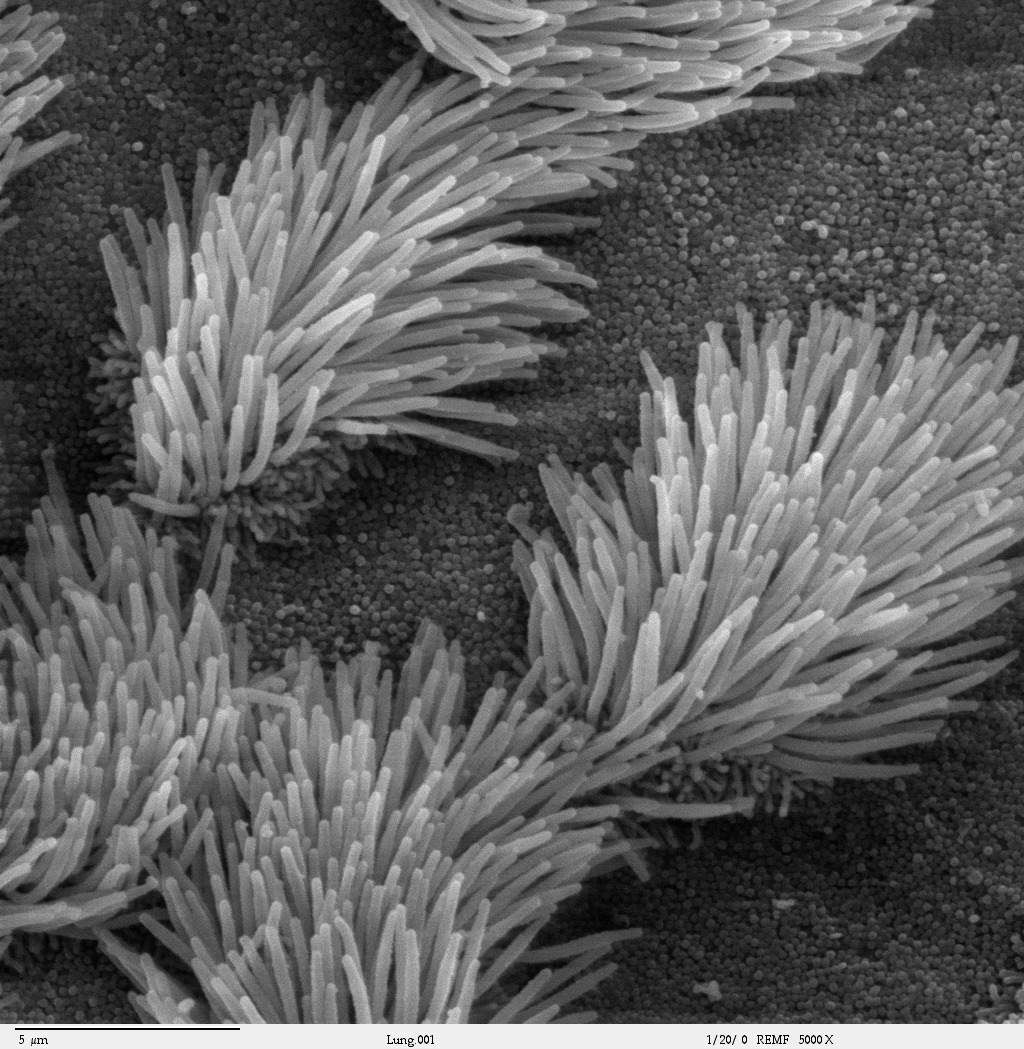
تصویر مژک‌های دستگاه تنفسی که توسط میکروسکوپ الکترونی گرفته شده‌است.

مُژَک‌ها (به انگلیسی: Cilium) زائده‌های سیتوپلاسمی و میکروسکوپی برخی از ساختارهای زیستی (مانند سلول‌های پوششی دیوارهٔ داخلی نای در انسان) و برخی جانداران تک‌سلولی هستند.
مژک‌های لرزان زوائد سیتوپلاسمی پرزمانندی هستند که گِردِ بدن دسته‌ای از جانوران تک‌سلولی را فراگرفته بدین مناسبت این دسته از جانوران تک‌سلولی را مژک‌داران می‌گویند.
مژک‌های تنفسی در مجاری انتهایی تنفسی قرار گرفته با حرکت مداوم خود آلاینده‌های ریز را به خارج از دستگاه تنفسی می‌رانند.
مژک‌ها از ریزلوله‌ها ساخته شده‌اند. به‌طور معمول در پیرامون دو جفت ریزلولهٔ مرکزی، ۹ جفت ریزلوله در آرایشی پرتومانند موسوم به ۹+۲ قرار گرفته‌اند. مژک از تاژک ریزتر است.
در افراد سیگاری مژک‌ها از بین می‌روند و به همین دلیل مجبور به سرفه می‌شوند، پس مژک‌ها نقش مهمی در پاک‌سازی هوای دمی دارند.
واژه مژک از ترکیب کلمه مُژه با پسوند تصغیر ک درست شده‌است.

## کالبدشناسی
مژک مانند یک تار موی خمیری نوک تیز است که حدود ۲ تا ۴ میکرومتر از سطح سلول برآمدگی دارد. مژکهای متعددی می‌توانند از یک سلول واحد خارج شوند. به عنوان مثال تا ۲۰۰ مژک از سطح هر سلول اپیتلیال در مجاری تنفسی خارج می‌شوند. مژک بوسیله استکالرای از غشای سلولی پوشیده شده و توسط ۱۱ ریزلوله‌چه (میکروتوبول)، ۹ لوله‌چه مضاعف که در اطراف محیط مژک قرار گرفته‌اند و ۲ لوله‌چه واحد در مرکز نگهداری می‌شوند.
هر مژک دنباله‌ای از یک ساختمان است که بلافاصله در زیر غشای سلولی قرار گرفته و جسم پایه مژک نامیده می‌شود. تاژک اسپرماتوزوئید نیز مشابه مژک بوده و در واقع دارای همان نوع ساختمان و همان نوع سازوکار انقباضی است. اما باید دانست که تاژک بسیار درازتر بوده و به جای حرکات شلاقی شکل با امواج شبه سینوزوئیدی حرکت می‌کند.
بخش‌های اصلی دستگاه مژکی عبارتند از: ۱- ساقه مژکی: به صورت بخشی باریک، استوانه‌ای و پوشیده شده به غشای سلولی که در سطح آزاد سلول قرار دارد. ۲- جسم پایه‌ای: به صورت یک اندامک درون سلولی مشابه سانتریول و مشتقی از آن است. ۳- صفحه یا سینی مژکی. ۴- در برخی از سلول‌ها رشته‌های نازکی که آن‌ها را ریشه‌های مژکی می‌نامند از جسم قاعده‌ای به صورت مخروطی که نوک باریک آن به سوی هسته است تا مجاورت هسته کشیده شده‌اند. اجسام قاعده‌ای اغلب در بخش پیرامونی سیتوپلاسم و زیر غشای سلولی قرار دارند و به‌طور معمول به صورت موازی با هم و با فواصل یکسان قرار گرفته‌اند. مژک‌ها و تاژک‌ها، ساختمانهای بسیار ظریفی هستند که قطر آنها اغلب در پایین‌ترین حد دید میکروسکوپ‌های نوری است.

## حرکت مژکی

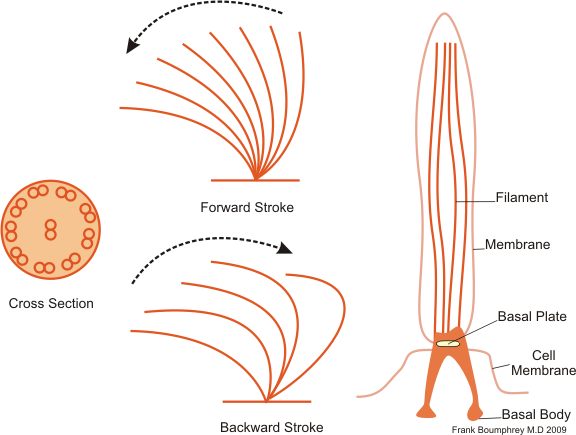
ساختار و حرکت مژک

در مژه و تاژک اندام‌های حرکتی هستند که از سانتریول‌ها مشتق شده‌اند و با ضربان‌های خاصی که انجام می‌دهند سلول را از نقطه‌ای به نقطه دیگر انتقال می‌دهند.
نوع دوم حرکت سلولی حرکت مژکی، حرکت شلاق‌مانند مژک‌ها بر روی سطح سلول است. این حالت فقط در دو نقطه بدن انسان انجام می‌شود. در سطوح داخلی مجاری تنفسی و در سطوح داخلی لوله‌های رحمی (دستگاه تولید مثل).
در حفره بینی و مجاری تنفسی حرکت شلاقی‌شکل مژک‌ها موجب حرکت لایه‌ای از مخاط با سرعتی در حدود یک سانتیمتر در دقیقه به سوی حلق می‌شود و از این راه به‌طور مداوم این مجاری را از مخاط و کلیه ذراتی که در موکوس به دام افتاده‌اند، پاک می‌کند.
در لوله‌های رحمی مژک‌ها موجب حرکت هسته مایع از سوراخ لوله رحمی به سوی حفره رحم می‌شوند و این حرکت مایع است که تخمک را از تخمدان به رحم منتقل می‌کند.

### شیوه حرکت مژک
مژک با یک ضربه ناگهانی سریع، به تعداد ۱۰ تا ۲۰ بار در ثانیه، به طرف جلو حرکت می‌کند و در ناحیه‌ای از سطح سلول که از آنجا خارج می‌شود با زاویه تندی خم می‌شود. سپس با یک حرکت شلاقی به آهستگی به عقب بازمی‌گردد. حرکت سریع رو به جلوی مژک مایعی را که در مجاورت مژک قرار دارد، در همان جهت حرکت مژک به طرف جلو می‌راند. در ادامه حرکت شلاقی شکل آهسته مژک در جهت مخالف، تقریباً اثری روی ماده ندارد.
در نتیجه مایع به‌طور مداوم در جهت ضربه‌های سریع رو به جلوی مژک به حرکت در می‌آید. چون بیشتر سلولهای مژکدار تعداد زیادی مژک را بر روی سطوحشان دارند و نیز چون سلول‌های مژکدار موجود بر روی یک سطح، در یک جهت مشابه قرار می‌گیرند لذا این موضوع وسیله رضایت بخشی برای حرکت دادن مایع از یک قسمت به قسمت دیگر است.
آنچه که در مورد سازوکار حرکت مژکی مسلم است به قرار زیر است:
۹ لوله‌چه مضاعف و ۲ توبول واحد بوسیله مجموعه‌ای از اتصالات متقاطع پروتئینی به یکدیگر متصل شده‌اند و این مجموعه کلی لوله‌چه‌ها و اتصالات متقاطع، ساقه مژکی (آکسونیم) نامیده می‌شود. حتی بعد از حذف غشا و تخریب سایر عناصر مژک به استثنای آکسونیم، مژک همچنین می‌تواند تحت شرایط مناسب به ضربان خود ادامه دهد. دو شرط برای ادامه ضربان ساقه مژکی بعد از حذف سایر تشکیلات وجود دارد یکی وجود ATP و دیگری شرایط یونی مناسب به‌ویژه غلظت مناسب منیزیم و کلسیم.

## تفاوت‌های تاژک و مژک
تفاوت آنها در نحوه ضربان، نوع حرکت، تعداد و اندازه است. ضربان یک تاژک اغلب متقارن و هر لحظه شامل چندین موج است ولی مژه ضربان غیرمتقارن دارد و فقط شامل یک موج است. تعداد مژه‌ها از تاژک بیشتر است ولی اندازه کوچکتری نسبت به آنها دارند.
یاخته‌ها از نظر توان حرکت به دو گروه ثابت و متحرک تقسیم می‌گردند. یاخته‌های ثابت فاقد اندام حرکتی بوده و اگر هم حرکتی در آنها صورت پذیرد وابسته به موجودات دیگر یا جریانات طبیعی مانند آب و باد است. به عنوان مثال پلانکتونها موجودات تک سلولی گیاهی و جانوری هستند که در آب زیست نموده و توسط جریانات آب از نقطه‌ای به نقطه دیگر برده می‌شوند. برخی از یاخته‌ها اصولاً ثابت بوده و حرکتی ندارند مانند سلولهای گیاهی که به دلیل داشتن دیواره سلولی انعطاف‌پذیری را که لازمه حرکت است از دست داده‌اند. یاخته‌های متحرک به کمک اندامهای حرکتی قادر به حرکت هستند.

## شگفتی‌های مژک‌ها

### رکوردهای حیرت‌انگیز مژک‌ها
•سریع‌ترین موتور مولکولی: مژک‌های باکتریایی با چرخش ۱۰۰۰ دور در دقیقه
•کارآمدترین سیستم حرکتی: بازده انرژی ۹۹٪ (نزدیک به حد ترمودینامیکی)
•حساس‌ترین حسگر مکانیکی: توانایی تشخیص جریان‌های ۰٫۱ میکرومتر بر ثانیه

### کشف جدید ۲۰۲۴: ارتباط مژک‌ها با هوش سلولی
مطالعات منتشر شده در Science نشان داده‌اند که:
۱. مژک‌های اولیه در سلول‌های انسانی به عنوان "آنتن‌های سلولی" عمل می‌کنند
۲. قادر به پردازش اطلاعات با نرخ ۱ ترابیت بر ثانیه هستند
۳. شبکه‌های مژکی بین سلولی امکان ارتباط کوانتومی محدود ایجاد می‌کنند

### فناوری‌های الهام گرفته از مژک
۱. نانوروبات‌های مژک‌دار (MIT 2025):
• اندازه: ۱۰۰ نانومتر
• سرعت: ۵ میلی‌متر بر ثانیه
• کاربرد: دارورسانی هدفمند در مغز
۲. سیستم‌های تصفیه آب پیشرفته:
• الگوگیری از مژک‌های آبزیان
• بازده ۹۸٪ در حذف میکروپلاستیک‌ها
• ۵۰٪ مصرف انرژی کمتر از روش‌های متعارف
۳. رایانه‌های زیستی مژک‌محور:
• استفاده از آرایه‌های مژکی برای محاسبات موازی
• سرعت عملیاتی معادل ۱۰۰۰ تراشه سیلیکونی

### حقایق شگفت‌انگیز
• هر انسان حدود ۱۰۰ تریلیون مژک دارد (بیشتر از ستاره‌های کهکشان راه شیری)
• مژک‌های موجود در ریه هر روز ۱۰۰ میلیون ذره را فیلتر می‌کنند
• برخی مژک‌ها می‌توانند DNA را بین سلول‌ها منتقل کنند (کشف ۲۰۲۳)